# 1724 en arts plastiques
| Années des arts plastiques : 1721 - 1722 - 1723 - 1724 - 1725 - 1726 - 1727    |
| Décennies des arts plastiques : 1690 - 1700 - 1710 - 1720 - 1730 - 1740 - 1750 |

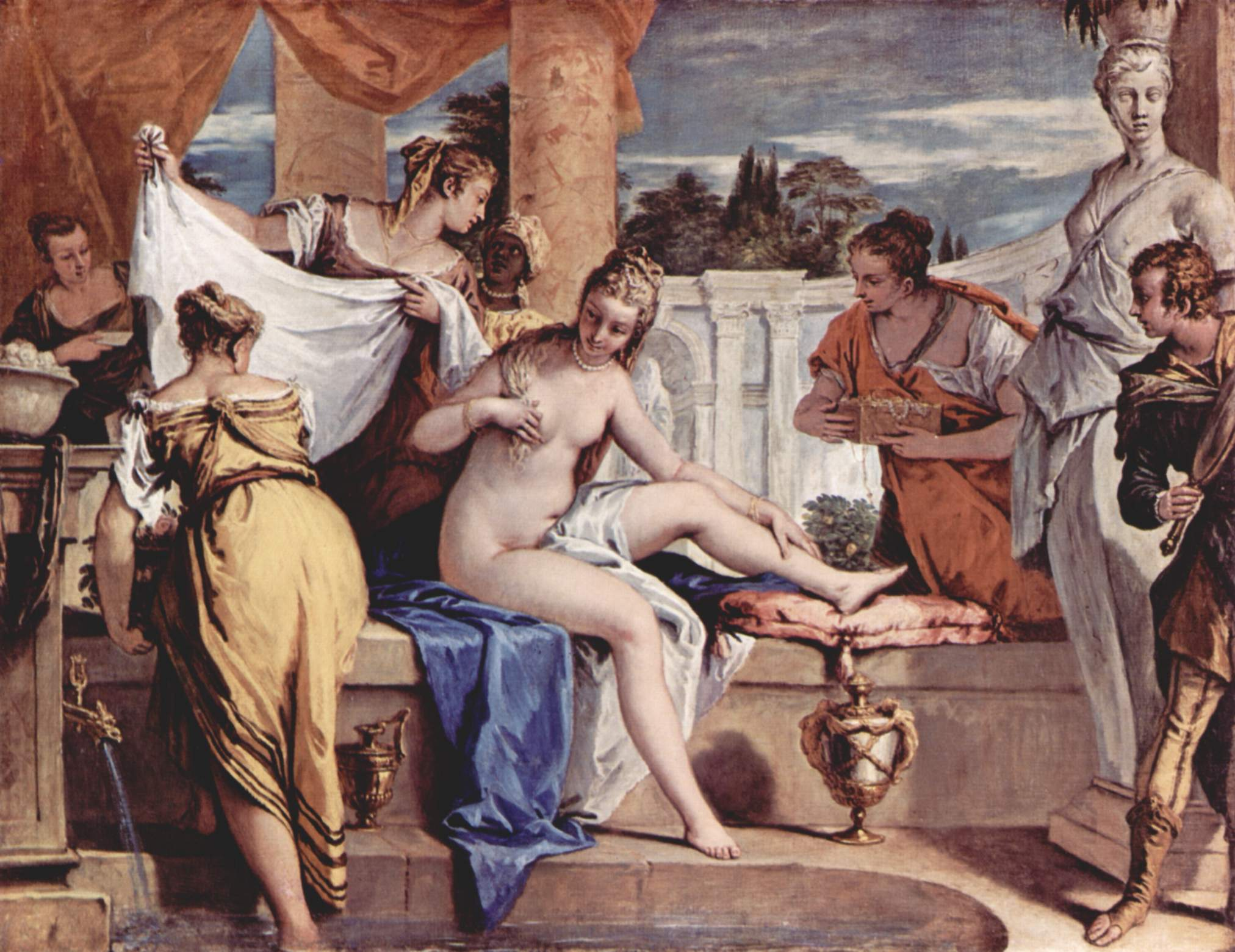
Betsabea al bagno, toile de Sebastiano Ricci.

Cette page concerne l'année 1724 en arts plastiques.

## Œuvres
- The Bad Taste of the Town, gravure de William Hogarth

## Naissances
- 10 février : Maria Giacomina Nazari, peintre italienne († ?),
- 14 avril : Gabriel de Saint-Aubin, peintre dessinateur et aquafortiste français († 14 février 1780),
- 1er juillet: Jan Stolker, graveur, peintre, collectionneur et marchand d'art néerlandais († 10 juin 1785),
- 25 août : George Stubbs, peintre britannique († 10 juillet 1806),
- 20 novembre : Noël Le Mire, dessinateur et graveur français († 21 mars 1801),
- 30 décembre : Louis Jean François Lagrenée, peintre français († 19 juin 1805),
- ? : Nazario Nazari, peintre italien († après 1793).

## Décès
- 12 janvier : Felice Cignani, peintre baroque italien (° 27 janvier 1660),
- 18 mai : Jan Pietersz Zomer, graveur, dessinateur, peintre, marchand d'art et collectionneur néerlandais (° 10 mars 1641),
- ? :
  - Sigismondo Caula, peintre baroque italien (° 1637),
  - Abraham van der Eyk, peintre néerlandais (° 1684),
  - Benedetto Luti, peintre baroque italien (° 1666),
  - Francesco Pittoni, peintre baroque italien (° 1645),
  - Frans Werner Tamm, peintre allemand (° 1658).